# Championnat d'Europe de billard carambole partie libre

Le Championnat d'Europe de billard carambole à la partie libre seniors étaient organisé  par la Confédération européenne de billard.

## Règles
Comme son nom l'indique, à la partie libre le joueur doit caramboler les deux billes adverses avec la sienne quels que soient les moyens[réf. incomplète].

## Palmarès

### Année par année

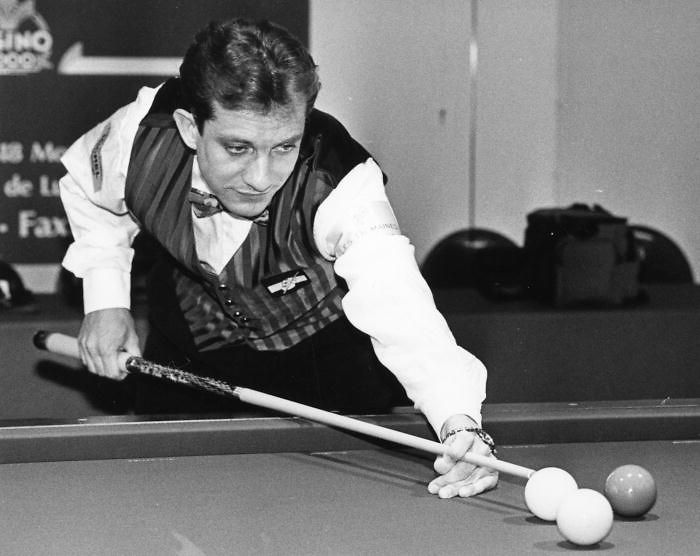
Fonsy Grethen - Recordman d'Europe de la moyenne générale

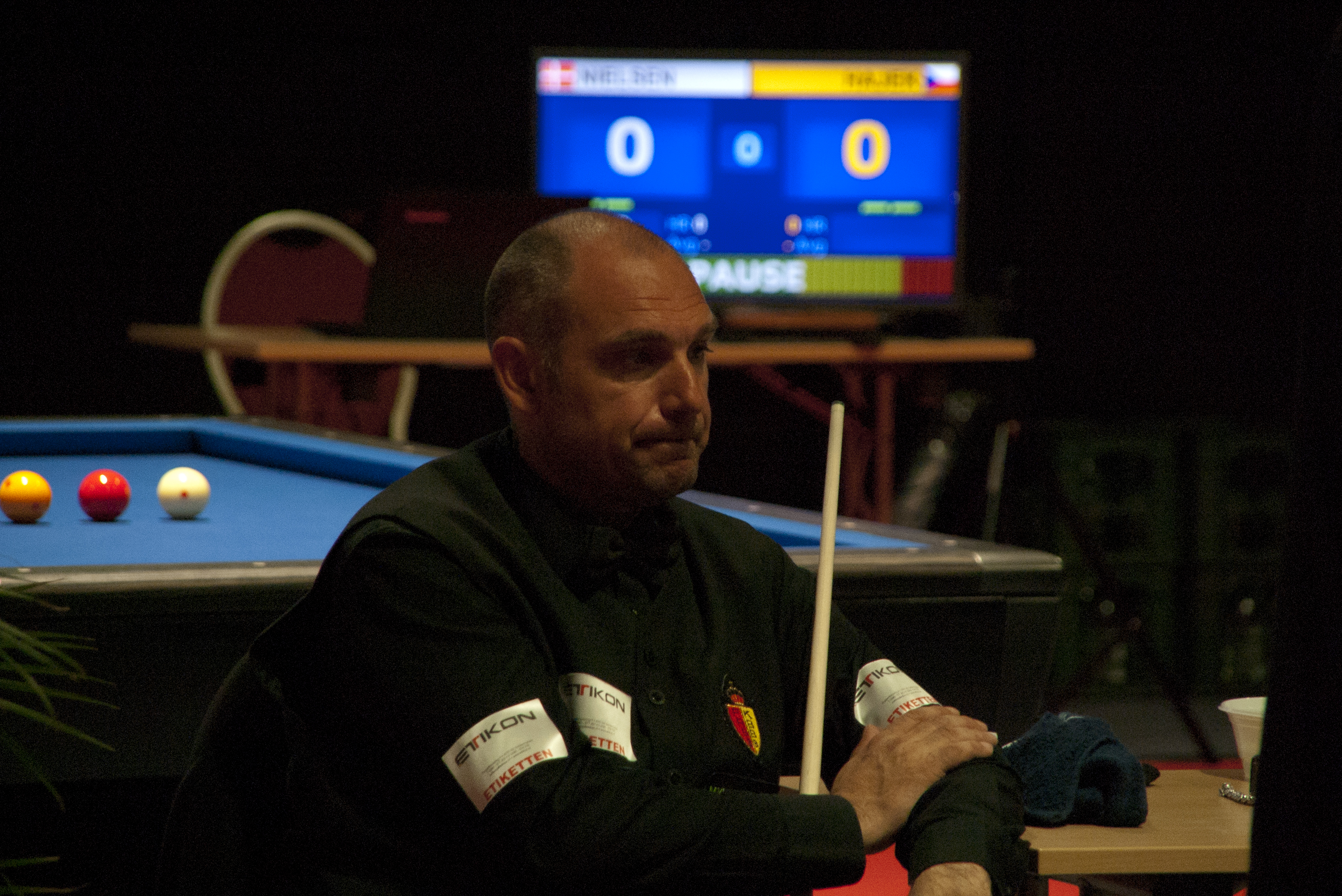
Patrick Niessen - Dernier champion d'Europe à la Partie Libre de l'histoire

Liste des champions d'Europe de la CEB à la partie libre[réf. incomplète],[réf. incomplète].
| Année | Ville hôte     | Vainqueur              | Moyenne générale |
| ----- | -------------- | ---------------------- | ---------------- |
| 1950  | Vienne         | De Ruyter (1)          | 67,77            |
| 1951  | Luxembourg     | Clément Van Hassel (1) | 81,21            |
| 1952  | Saint-Étienne  | Clément Van Hassel (2) | 54,67            |
| 1953  | Marseille      | Clément Van Hassel (3) | 65,37            |
| 1954  | Lisbonne       | Joseph Vervest (1)     | 66,14            |
| 1955  | Sarrebruck     | Joseph Vervest (2)     | 87,42            |
| 1956  | Barcelone      | Clément Van Hassel (4) | 97,50            |
| 1957  | Molluresa      | Joaquim Domingo (1)    | 75,00            |
| 1957  | Anvers         | Joseph Vervest (3)     | 207,18           |
| 1958  | Berlin         | Joseph Vervest (4)     | 106,06           |
| 1961  | Estoril        | Henk Scholte (1)       | 89,91            |
| 1965  | Valence        | Henk Scholte (2)       | 144,30           |
| 1966  | Le Caire       | Jean Marty (1)         | 194,44           |
| 1968  | Lorient        | José Galvez (1)        | 148,14           |
| 1969  | Nuenen         | Henk Scholte (3)       | 112,90           |
| 1970  | Saint Vincent  | Klaus Hose (1)         | 159,05           |
| 1972  | REUS           | José Galvez (2)        | 103,35           |
| 1975  | Enschede       | Ludo Dielis (1)        | 145,83           |
| 1980  | Lugo (Espagne) | Willy Wesenbeek (1)    | 111,11           |
| 1986  | Lyon           | Fonsy Grethen (1)      | 218,18           |
| 1990  | Bottrop        | Fonsy Grethen (2)      | 53,46            |
| 1991  | Berlin         | Jos Bongers (1)        | 66,91            |
| 1992  | Bottrop        | Brahim Djoubri (1)     | 56,87            |
| 1993  | Bottrop        | Marc Massé (1)         | 102,88           |
| 1994  | Mondorff       | Martin Horn (1)        | 112,50           |
| 1995  | Vienne         | Martin Horn (2)        | 218,18           |
| 1997  | Chemnitz       | Arnim Kahofer (1)      | 178,44           |
| 1999  | Venlo          | Fonsy Grethen (3)      | 222,22           |
| 2000  | Udenhout       | Patrick Niessen (1)    | 117,64           |

## Records

### Record de moyenne générale
| Joueur        | Année | Moyenne générale |
| ------------- | ----- | ---------------- |
| Fonsy Grethen | 1999  | 222,22           |

### Record de victoire
| Joueur             | Nombre de victoires |
| ------------------ | ------------------- |
| Clément Van Hassel | 4                   |
| Joseph Vervest     | 4                   |
| Henk Scholte       | 3                   |
| Fonsy Grethen      | 3                   |
| Martin Horn        | 2                   |
| José Galvez        | 2                   |
| Jean Marty         | 1                   |
| Brahim Djoubri     | 1                   |
| Marc Massé         | 1                   |
| Patrick Niessen    | 1                   |
| Arnim Kahofer      | 1                   |
| Jos Bongers        | 1                   |
| Ludo Dielis        | 1                   |
| Willy Wesenbeek    | 1                   |
| Klaus Hose         | 1                   |
| Joaquim Domingo    | 1                   |
| De Ruyter          | 1                   |

### Record de victoire par nationalité
| Pays       | Nombre de victoires |
| ---------- | ------------------- |
| Belgique   | 11                  |
| Pays-Bas   | 5                   |
| France     | 3                   |
| Allemagne  | 3                   |
| Espagne    | 3                   |
| Luxembourg | 3                   |
| Autriche   | 1                   |